# 1,3-dehydroadamantan
1,3-Dehydroadamantan, systematicky tetracyklo[3.3.1.13,7.01,3]dekan, je organická sloučenina se vzorcem C10H14, kterou lze odvodit od adamantanu odstraněním dvou atomů vodíku za vzniku vnitřní vazby. Tento polycyklický uhlovodík lze také odvodit od [3.3.1]propelanu přidáním methylenového můstku mezi oba větší kruhy.
Podobně jako jiné propelany s malými kruhy se u něj vyskytuje silné kruhové napětí, v jehož důsledku je nestálý.

## Příprava

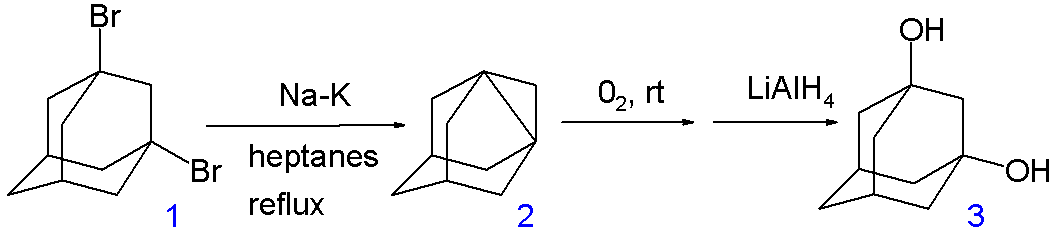
Příprava 1,3-dehydroadamantanu, následná samovolná oxidace na peroxidické látky, a jejich redukce

1,3-Dehydroadamantan poprvé připravili Richard Pincock a Edward Torupka v roce 1969 redukcí 1,3-dibromadamantanu:

## Reakce

### Oxidace
V roztocích vystavených vzduchu se 1,3-dehydroadamantan oxiduje kyslíkem na peroxid, který poté může reagovat s hydridem lithnohlinitým na dihydroxid.

### Polymerizace
Podobně jako [1.1.1]propelan se 1,3-dehydroadamantan může polymerizovat štěpením axiální vazby, kde se poté vzniklé radikály spojí do lineárního řetězce:

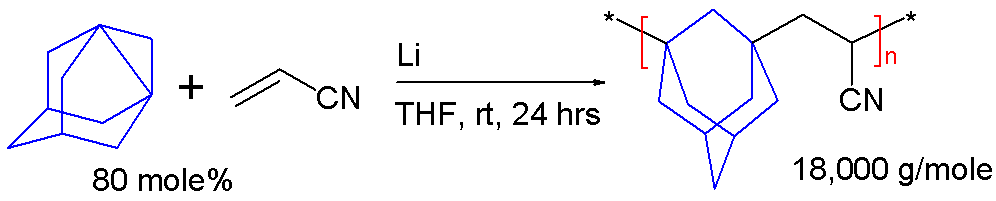
Polymerizace 1,3-dehydroadamantanu

1,3-Dehydroadamantan může například reagovat s akrylonitrilem v radikálové polymerizaci iniciované kovovým lithiem v tetrahydrofuranu. Vytvořený kopolymer má teplotu skelného přechodu 217 °C.